# Larousse Gastronomique
Larousse Gastronomique är en encyklopedi för gastronomi. Större delen av boken är om det franska kökets mat och innehåller franska maträtter, matlagningstekniker och recept. Många icke-franska rätter och ingredienser nämns och andelen av dessa icke franska rätter har ökats över tid i de senare utgåvorna.

## Historia
Den första utgåvan från 1938 redigerades av Prosper Montagné, med företals skrift av Georges Auguste Escoffier och Phileas Gilbert. Gilbert var en medarbetare i skapandet av denna bok liksom Le Guide Culinaire med Escoffier, leder till viss överlappning med de båda böckerna. Det orsakade Escoffier att notera när han blev ombedd att skriva förordet att han kunde "se med egna ögon" och "Montagné inte kan gömma sig för mig att han har använt Le Guide till grund för hans nya bok, och framförallt använt flertal recept. "